# ネットワークプリントサービス
ネットワークプリントサービスとは、シャープが、ファミリーマート・ローソン・ポプラ・ミニストップのマルチコピー機向けに提供しているサービスである。

## 概要
パソコンやスマートフォンからで登録した文書ファイル（Word, Excel, PowerPoint, PDF）や画像ファイル（JPEG）を上記のコンビニエンスストアに設置されているマルチコピー機でプリントできる。